# Номентанська дорога

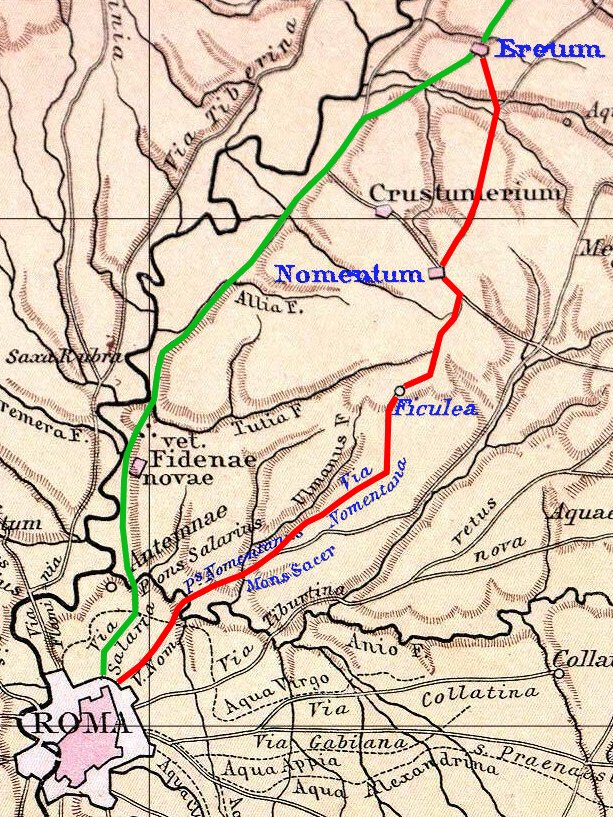
Номентанська дорога позначена червоним кольором а Соляна дорога зеленим

Номентанська дорога (лат. Via Nomentana) — антична дорога в Італії, що проходила від північного сходу Рима до міста Nomentum (сучасне місто Ментана). Довжина дороги становила 23 кілометри. Дорога спочатку називалася Via Ficulnensis від давньої латинського села Ficulnea, що знаходилось 13 км від Риму. Потім була продовжена до Nomentum, однак не стала важливою дорогою, і за Nomentum з'єднувалася з Соляною дорогою. Дорога в Римі починалася у Коллінських воріт Сервіївого мура, пізніше були побудовані Номентанські  ворота, на місці яких Мікеланджело вибудував ворота Пія.
Вздовж дороги знаходяться катакомби, наприклад, катакомби під Вілла-Торлонія і катакомби святої Агнеси під базилікою Сант-Аньєзе-фуорі-ле-Мура.